# Saproscincus mustelinus
Espèce
Synonymes
- Mocoa mustelina O’Shaughnessy, 1874
- Lygosoma orichalceum Boettger, 1878
- Lygosoma sonderi Peters, 1878
- Lygosoma lacrymans Peters & Doria, 1878
- Lygosoma pseudotropis Werner, 1903
- Lygosoma paraeneum Ahl, 1925
- Lampropholis mustelina (O’Shaughnessy, 1874)

Saproscincus mustelinus est une espèce de sauriens de la famille des Scincidae.

## Répartition
Cette espèce est endémique d'Australie. Elle se rencontre au Victoria et en Nouvelle-Galles du Sud.

## Description
C'est un saurien ovipare.

## Publication originale
- O'Shaughnessy, 1874 : A description of a new species of Scincidae in the collection of the British Museum. Annals and magazine of natural history, sér. 4, vol. 13, p. 298-301 (texte intégral).